# Asplenium × protoadulterinum
Asplenium × protoadulterinum là một loài dương xỉ trong họ Aspleniaceae. Loài này được Lovis & Reichst. mô tả khoa học đầu tiên năm 1968.
Danh pháp khoa học của loài này chưa được làm sáng tỏ. 